# Чемпіонат світу з кросу 2002
Чемпіонат світу з кросу 2002 був проведений 23-24 березня в Дубліні.
Місце кожної країни у командному заліку у кожному забігу визначалося сумою місць, які посіли перші четверо спортсменів цієї країни. Починаючи з цього чемпіонату, було введено нове правило, згідно з яким кількість очок, які вносив спортсмен до командного заліку своєї країни, відповідала не фактичному місцю, яке він посідав у підсумковому протоколі, а тому порядковому місцю, на якому він опинявся у загальному списку чотирьох найкращих для кожної країни з тих, хто фінішував.

## Чоловіки

### Дорослі
| Першість | Золото | Золото         | Срібло | Срібло       | Бронза | Бронза      |
| -------- | --- | -------------- | --- | ------------ | --- | ----------- |
| Особиста | Кененіса Бекеле Ефіопія                                                                                               | 34.52          | Джон Юда Мсурі Танзанія                                                                                                  | 34.58        | Вілберфорс Талел Кенія | 35.20       |
| Командна | КеніяВілберфорс Талел (3) Річард Лімо (4) Чарльз Каматі (5) Абдулла Ахмад Чепкуруї (6) Енок Мітеї (9) Хосея Кого (29) | 18 очок3 4 5 6 | ЕфіопіяКененіса Бекеле (1) Ассефа Мезґебу (12) Хабте Джіфар (16) Фіта Баїсса (17) Алемаєху Лемма (20) Месфін Хайлу (101) | 431 11 15 16 | МароккоАбдеррахім Гюмрі (7) Джауад Гаріб (10) Саїд Берріуї (21) Еларбі Хаттабі (27) Хакім Радуан (DNF) Хамід ель Муазіз (DQ)[a] | 587 9 19 23 |

a  Регламент змагань не передбачав вручення медалі за підсумками командного заліку тим спортсменам, які були дискваліфіковані.
| Першість | Золото | Золото         | Срібло | Срібло      | Бронза | Бронза       |
| -------- | --- | -------------- | --- | ----------- | --- | ------------ |
| Особиста | Кененіса Бекеле Ефіопія                                                                                              | 12.11          | Люк Кіпкосгеї Кенія | 12.18       | Хайлу Меконнен Ефіопія | 12.20        |
| Командна | КеніяЛюк Кіпкосгеї (2) Семмі Кіпкетер (4) Джуліус Ньяму (6) Джозеф Косгеї (8) Абрахам Чебії (24) Самуель Отьєно (51) | 20 очок2 4 6 8 | ЕфіопіяКененіса Бекеле (1) Хайлу Меконнен (3) Мохамед Аволь Ібрахім (13) Абійоте Абате (15) Мілліон Вольде (16) Берхану Адане (44) | 321 3 13 15 | ІспаніяАнтоніо Давід Хіменес (7) Ісаак Вісьйоса (14) Альберто Гарсія (17) Роберто Гарсія (22) Хосе Луїс Бланко (27) Іван Єрро (100) | 577 14 16 20 |

### Юніори
| Першість | Золото | Золото         | Срібло | Срібло    | Бронза                                                                          | Бронза       |
| -------- | --- | -------------- | --- | --------- | ------------------------------------------------------------------------------- | ------------ |
| Особиста | Гебрегзіабхер Гебремаріам Ефіопія                                                                                  | 23.18          | Абель Черуйот Кенія | 23.19     | Боніфас Кіпроп Уганда                                                           | 23.28        |
| Командна | КеніяАбель Черуйот (2) Томас Кіплітан (4) Еліуд Кіпчоґе (5) Ніколас Кембой (7) Мозес Мозоп (10) Майкл Кіп'єго (12) | 18 очок2 4 5 7 | ЕфіопіяГебрегзіабхер Гебремаріам (1) Сілеші Сіхіне (6) Гірма Ассефа (8) Абебе Дінкеса (9) Тессема Абшеро (13) Насір Абдіса (14) | 241 6 8 9 | УгандаБоніфас Кіпроп (3) Мартін Тороїтіч (11) Пол Ваку (15) Френсіс Мусані (17) | 373 10 11 13 |

## Жінки

### Дорослі
| Першість | Золото | Золото          | Срібло | Срібло      | Бронза | Бронза      |
| -------- | --- | --------------- | --- | ----------- | --- | ----------- |
| Особиста | Пола Редкліфф Велика Британія                                                                                        | 26.55           | Діна Дроссін США                                                                                          | 27.04       | Коллін де Рек США                                                                                              | 27.17       |
| Командна | ЕфіопіяЕєрусалем Кума (5) Меріма Денбоба (6) Лейла Аман (7) Теїба Еркессо (10) Аєлеч Ворку (13) Аталелеч Кетема (30) | 28 очок5 6 7 10 | СШАДіна Дроссін (2) Коллін де Рек (3) Джен Райнс (12) Мілена Глушаць (23) Елва Драєр (28) Емі Рудолф (31) | 382 3 12 21 | КеніяРоуз Черуйот (8) Памела Чепчумба (9) Лея Малот (11) Джейн Оморо (14) Джоан Аябеї (16) Моніка Вангаре (43) | 418 9 11 13 |

| Першість | Золото | Золото          | Срібло                                                                                        | Срібло      | Бронза | Бронза       |
| -------- | --- | --------------- | --------------------------------------------------------------------------------------------- | ----------- | --- | ------------ |
| Особиста | Едіт Масаї Кенія | 13.30           | Веркнеш Кідане Ефіопія                                                                        | 13.36       | Ізабелла Очічі Кенія | 13.39        |
| Командна | ЕфіопіяВеркнеш Кідане (2) Абебеч Негуссіє (6) Амане Гобена (8) Генет Гебрегіоргіс (16) Меріма Хашім (34) Сінкінеш Гудета (38) | 32 очки2 6 8 16 | КеніяЕдіт Масаї (1) Ізабелла Очічі (3) Ненсі Вамбуї (13) Джейн Кіптоо (17) Пріска Нгетіч (18) | 341 3 13 17 | ІрландіяСоня О'Саллівен (7) Енн Кінан-Баклі (10) Розмарі Раян (19) Марія Мак-Кембрідж (62) Валері Вон (64) Мойра Гаррінгтон (92) | 857 10 18 50 |

### Юніорки
| Першість | Золото | Золото         | Срібло | Срібло    | Бронза                                                                                             | Бронза        |
| -------- | --- | -------------- | --- | --------- | -------------------------------------------------------------------------------------------------- | ------------- |
| Особиста | Віола Кібівот Кенія                                                                                                   | 20.13          | Тірунеш Дібаба Ефіопія                                                                                               | 20.14     | Вів'єн Черуйот Кенія                                                                               | 20.22         |
| Командна | КеніяВіола Кібівот (1) Вів'єн Черуйот (3) Фріда Домонголе (4) Пеніна Чепчумба (5) Шерон Чероп (10) Чепчумба Коеч (12) | 13 очок1 3 4 5 | ЕфіопіяТірунеш Дібаба (2) Безунеш Бекеле (6) Местават Туфа (7) Ємеалем Аяно (11) Месерет Дефар (13) Дірібе Аєле (15) | 242 6 7 9 | ЯпоніяІкеда Емі (14) Івамото Тіакі (21) Мацумото Міка (24) Хасімото Аюмі (32) Кацумата Місакі (49) | 6310 14 17 22 |

## Медальний залік
| Місце                | Країна               | Золото | Срібло | Бронза | Загалом |
| -------------------- | -------------------- | ------ | ------ | ------ | ------- |
| 1                    | Кенія                | 6      | 3      | 4      | 13      |
| 2                    | Ефіопія              | 5      | 6      | 1      | 12      |
| 3                    | Велика Британія      | 1      | 0      | 0      | 1       |
| 4                    | США                  | 0      | 2      | 1      | 3       |
| 5                    | Танзанія             | 0      | 1      | 0      | 1       |
| 6                    | Уганда               | 0      | 0      | 2      | 2       |
| 7                    | Ірландія             | 0      | 0      | 1      | 1       |
| 7                    | Іспанія              | 0      | 0      | 1      | 1       |
| 7                    | Марокко              | 0      | 0      | 1      | 1       |
| 7                    | Японія               | 0      | 0      | 1      | 1       |
| Загалом (10 збірних) | Загалом (10 збірних) | 12     | 12     | 12     | 36      |

## Українці на чемпіонаті
Україна була представлена на чемпіонаті вісьмома спортсменами у трьох забігах:
- у дорослому забігу на довгій дистанції взяло участь троє українських чоловіків — харків'янин Євген Божко був на фініші 25-м, Микола Новицький з Києва — 108-м, а Сергій Лебідь (Донецька область) — не зміг фінішувати;
- у дорослому забігу на довгій дистанції серед жінок Наталія Беркут (Київська область) посіла 51-е місце;
- у юніорському жіночому забігу взяли участь четверо українських кросменок: Юлія Сташків, Ольга Крив'як (обидві — Львівська область), Юлія Рубан (Київська область) та Тетяна Філонюк (Хмельницька область). В індивідуальному заліку вони посіли 42, 59, 67 та 81 місця відповідно, а у командному заліку, зі 183 очками, піднялись на 13-те місце у підсумковому протоколі.

## Відео
- Підсумки чемпіонату на YouTube